# شخص أركض معه
شخص أركض معه هو فيلم من نوع دراما أُصدر في 2006. الفيلم من إخراج عوديد دافيدوف ‏، أما السيناريو فكان من كتابة عوديد دافيدوف ‏ وNoah Stollman ‏.

## القصة
تقع أحداث الفيلم في القدس.

## طاقم التمثيل
- تساحي جراد [الإنجليزية]‏
- داني شتيج  [لغات أخرى]‏
- سمدار جعرون  [لغات أخرى]‏
- شريط بيلفر  [لغات أخرى]‏
- افرايم شامير  [لغات أخرى]‏
- يوفال مندلسون  [لغات أخرى]‏
- Naomi Polani [الإنجليزية]‏
- Rinat Matatov [الإنجليزية]‏

## الإنتاج
موسيقى الفيلم التصويرية كانت من تأليف Ran Shem-Tov ‏.

## وصلات خارجية
- شخص أركض معه على موقع IMDb (الإنجليزية)
- شخص أركض معه على موقع ألو سيني (الفرنسية)
- شخص أركض معه على موقع Turner Classic Movies (الإنجليزية)
- شخص أركض معه على موقع أول موفي (الإنجليزية)
- شخص أركض معه على موقع قاعدة بيانات الفيلم (الإنجليزية)
- شخص أركض معه على موقع ليتربوكسد (الإنجليزية)
- شخص أركض معه على موقع كينوبويسك (الروسية)